# Fahid Mohammed Ally Msalam
Fahid Mohammed Ally Msalam (19 février 1976 - 1er janvier 2009), également connu sous le nom d'Oussama al-Kini, est un islamiste kényan, lié à la nébuleuse terroriste Al-Qaïda. Il était activement recherché pour sa participation présumée aux Attentats des ambassades américaines en Afrique le 7 mai 1998, à Nairobi au Kenya et à Dar es Salaam en Tanzanie.
En raison de ses liens présumés avec Al-Qaïda, il était l'un des terroristes les plus recherchés (Most Wanted Terrorists) par le FBI, au même titre que son lieutenant, Sheikh Ahmed Salim Swedan (en).

## Biographie
Il naît à Mombasa au Kenya le 19 février 1976. Il était réputé parler l'arabe, l'anglais et le swahili. Il aurait été un temps marchand de vêtements.
Vers le milieu des années 90, il est approché par Cheikh Ahmed Salim Swedan, un fondamentaliste recruté par Mohammed Odeh (en) en 1996 pour le compte d'Al-Qaïda. Msalam et Swedan se rendent en Afghanistan pour y suivre un entraînement aux explosifs dispensé par les cadres de la nébuleuse terroriste.
Il est inculpé le 16 décembre 1998 par le tribunal du Southern District de New York pour sa participation aux Attentats des ambassades américaines du 7 mai 1998 à Nairobi et Dar es Salaam. L'attaque a causé la mort de 213 personnes et fait plus de 5000 blessés. Les autorités américaines ont attribué à Msalam un "rôle central" dans la planification de l'attentat.
En 2007, il est adoubé chef des opérations militaires d'Al-Qaïda au Pakistan. Il était soupçonné d'être l'un des instigateurs de l'Attentat à l'hôtel Marriott d'Islamabad du 20 septembre 2008, mais l'attaque a été revendiquée par Fedayin de l'Islam, un mouvement islamiste pakistanais, le 22 septembre 2009.
Le 10 octobre 2001, Fahid Mohammed Ally Msalam est inscrit sur la liste des terroristes les plus recherchés par le FBI. Le gouvernement américain offrait une prime de 5 millions de dollars pour sa capture.

## Décès
Fahid Mohammed Ally Msalam est mort le 1er janvier 2009, tué par un missile tiré d'un drone américain, alors qu'il se trouvait avec son lieutenant, Cheikh Ahmed Salim Swedan, dans une maison de la localité de Karikot, située dans les zones tribales du Sud-Waziristan. Le décès des deux hommes a été annoncé par les officiels pakistanais et confirmé par les autorités américaines.